# Zbyněk Mikulík
Zbyněk Mikulík (13. května 1947 Praha – 13. září 2012 Mala Stiniva, Chorvatsko) byl český filmový zvukař a pilot.

## Život
Narodil se roku 1947 v Praze do rodiny Jarmily Jeřábkové a Ing. Ladislava Mikulíka.[zdroj?]
Vystudoval střední průmyslovou školu spojové techniky, po níž pokračoval na Českém vysokém učení technickém v Praze, které ovšem nedokončil. Zvukařské práci se věnuje od roku 1968. Pracoval pro Krátký film Praha, v němž spolupracoval předně s kameramanem Janem Malířem na dokumentárních filmech. Pro svůj snímek Praha – neklidné srdce Evropy (1978) si ho vybrala režisérka Věra Chytilová a podílel se také na časosběrném dokumentu Hledání cest (1988), který připravovala režisérka Helena Třeštíková. Pod režisérským vedením Paula Kleeho se spolu s kameramanem Ervinem Sandersem spolupodílel na natáčení série dokumentů pro Organizaci spojených národů (OSN), jež se věnovaly poštovním známkám, vodě či zaměstnaným ženám. Připravoval i multimediální programy pro světové výstavy ve Vancouveru, Brisbane nebo v Ósace.
Od roku 1990 působil na volné noze. Byl majitelem koncese na privátní leteckou školu a pořídil si soukromé letadlo, které využíval i k pořizování filmových záběrů. Letoun použili například Jan Svěrák při natáčení snímků Jízda nebo Kolja, či Filip Renč u filmu Válka barev.

## Dílo
Mikulík se podílel například na:
- Faunovo velmi pozdní odpoledne (1983)
- Ropáci (1988)
- Tankový prapor (1991)
- Dědictví aneb Kurvahošigutntag (1992)
- Akumulátor 1 (1994)
- Jízda (1994)
- Válka barev (1995)
- Kolja (1996)
- Tmavomodrý svět (2001)